# Achille Roncato
Achille Roncato (Padova, 27 novembre 1887 – Padova, 14 giugno 1963) è stato un medico, biochimico e scienziato italiano.

## Biografia
Laureatosi in Medicina e Chirurgia all'Università degli Studi di Padova nel 1912, divenne assistente dei fisiologi Aristide Stefani e Virgilio Ducceschi. Nel 1913 fu incaricato dell'insegnamento di chimica fisiologica.
Poi, nel 1930 si laureò anche in chimica e nello stesso anno vinse il concorso per la cattedra di fisiologia dell'Università di Ferrara, per poi divenire l'anno seguente direttore della cattedra, di nuova istituzione, di chimica biologica dell'Università di Padova. Tenne questa cattedra fino al 1958, quando fu collocato a riposo. La sua rinuncia alla importante cattedra di fisiologia (insegnamento fondamentale e di durata biennale) in favore di quella di chimica biologica (all'epoca insegnamento complementare e di durata semestrale) fu Particolarmente importante per lo sviluppo successivo della biochimica nazionale.
Inizialmente si dedicò a ricerche di fisiologia del cervelletto, del sistema vestibolare, dei vasi e della funzione respiratoria. Successivamente passò a ricerche sul metabolismo glucidico, sulla creatina, sulla pellagra e sul metabolismo degli aminoacidi. Importante fu l'introduzione in biochimica del metodo polarografico che diede avvio alla moderna bioenergetica.
Achille Roncato è considerato -con Alessandro Quagliarello- il pioniere e il fondatore della biochimica italiana.
Fu tra i fondatori della Società italiana di biochimica, di cui fu presidente fino al 1963.

## Opere principali
- Elementi di chimica generale ed inorganica, Cedam, Padova, 3ª edizione, 1951.

## Onorificenze
È stato membro di molte importanti società scientifiche nazionali e internazionali tra cui:
- Accademia Nazionale dei Lincei, dal 1948
- Istituto veneto di scienze, lettere ed arti